# 「ブラインドセーリング」プロジェクト
「ブラインドセーリング」プロジェクトは、メンタルトレーナーでブラインドセーラーの岩本光弘（HIRO）とニュースキャスターの辛坊治郎が小型ヨットで太平洋を横断するプロジェクトである。

## 概要
「ブラインドセーリング」プロジェクトとは、2013年6月8日からHIROと辛坊が日本国大阪府大阪市此花区の北港ヨットハーバーから福島県いわき市小名浜港への練習航海を経て、同年6月16日から同港を出航し、8月10日にアメリカ合衆国カリフォルニア州サンディエゴマリオット・マーキス・サンディエゴ・マリーナまで5,100マイル（約8,200km）を太平洋横断航海する企画で、当時：アースマラソンプロジェクトで使用したAROLUS（エオラス）号で帆走した。

### 企画経緯
当該プロジェクトの始まりは、HIROがヨット・ボート雑誌である「月刊KAZI」の音声翻訳読者で、2012年1月号にてコラム筆者Tadamiが執筆した、お笑いタレントである間寛平の元マネージャーでよしもとデベロップメンツ元代表取締役社長、株式会社ランナーズ・ウェルネス取締役である比企啓之が1995年に中古で購入したブリストルチャネルカッター28 エオラス号の半生を描いたコラムにて、文末のコメントで「大洋クルーズに出たい夢を持っている人に貸与したい意向を持っており、貸与者自ら整備するのなら、無償でもいいとも考えている。(中略)(編集部から：エオラスでの航海に興味のある方は、プロフィールとやりたいことを記載し、編集部までE-mailで御連絡ください)」とエオラス号を貸与するコメントに対し、企画を持ち込んだことから始まった。しかし、比企はHIROがシングルハンド(1人乗り)で挑戦するためには、管制塔機能のアップデートに億単位の費用が計上され、当時、比企はよしもとデベロップメンツを退職する予定であったため、エオラス号を所持することに対して不透明で無理があると思い、HIROに断りを入れようと居住するサンディエゴに向かった。しかし、話し合いの場でHIROの熱意に押されて『KAZI』編集部で揉んだ結果、「費用が高過ぎるシングルハンドは無理であるため、（方針を）ダブルハンドに切り替え、HIROさんと辛坊さんのダブルハンドなら物語になる」と判断し、2012年6月、同雑誌にてコラム「なんぎな帆走月報」の連載を持っていた辛坊に企画が持ち込まれた。
辛坊は、大学時代からヨットでの太平洋横断が夢であるため挑戦したい願望を30年以上持ち続けており、第1回大阪マラソンの中継特番のゲストであった寛平に対して「比企に太平洋横断をやりたいと伝えて欲しい」と伝言を依頼するくらいであった。しかし、航海経験は淡路島から徳島県までが中心で、オーバーナイト(夜通し航海)の経験はほとんどない状態で、かつ酷い船酔い持ちであった。当時、辛坊は古巣である読売テレビで3つ、ニッポン放送で1つテレビ・ラジオのレギュラー番組に出演しており、当初は読売テレビを定年前に退職していることもあり、番組を全て降板する予定でいた。しかし、出演していた番組が、『朝生ワイド す・またん!』を含めて開始してから長期間経過しておらず、番組降板して当該企画を実行することに対して憚る気持ちを持っていた。また、辛坊は番組の担当を後進に道を譲る段階ではないと判断した結果、判断を伺うため読売テレビ側に意見を求めたところ、読売テレビの1ドキュメンタリー企画扱いで番組を制作して航海をすることを提案され、読売テレビの当該チームリーダーであるプロデューサーの結城が企画書を執筆し、社内外への説明に奔走して当該製作委員会方式でプロジェクトが進行した。
2013年3月13日、吉本興業東京本部にて当該プロジェクト挑戦の記者会見を行った。また、プロジェクトの正式スタートの場所を小名浜を選んだのは、2011年3月11日に発生した東日本大震災の悲しい光景を風化させたくないことと、小名浜港は東に向けて出港すればすぐに黒潮に辿り着ける海流であるため、「日本中のヨットマンの聖地だから」と明かした。また、HIROがサンディエゴにいた時から福島県の高校生を支援していたこともあり、被災地のみなさんを少しでも元気付けたいという理由で選定した。さらに、プロジェクトの会見時、比企が所持していたエオラス号の船底は「頑丈であり、逆さまになっても浮遊する」と自信を持っていた。

## 経過

### 航海
2013年6月8日、テストセーリングも兼ねて大阪市此花区の北港ヨットハーバーを出港し、福島県いわき市へ向かった。同年6月13日、天候不順の中で小名浜港寄港。
6月16日に、同港出港前に「ブラインドセーリング公開会見＆出港式典」が執り行われ、HIROが以前から支援をしていたいわき海星高校ヨット部といわきジュニアヨットクラブに練習用のヨットを1艇ずつ贈呈し、改めて太平洋横断に向けて出航した。
出港後、毎日中継回線を繋いで『す・またん』に出演していたが、海域が波が高く静止衛星との接続が上手く出来ないケースが増えて来て、帯で当該プロジェクトの出演は次第になくなって行き、Webサイトのブログでの定時連絡のみとなった。

#### 海難事故
出航から5日が経過した6月21日午前7時8分頃、宮城県石巻市金華山の南東約1,200km沖合にてマッコウクジラと衝突。就寝していたHIROと辛坊は気付いて眼を醒ましたが、辛坊はHIROに対して「大きな波がハル（船体）を叩いたのだろうと」と語り、改めて休んでいたが同時25分頃、HIROがキャビンに水が浸水している音で目覚めて気が付いた時にはキャビン床上まで海水が浸水しており、HIROはすぐに辛坊に声をかけて起床させた。辛坊はHIROに対して、ビルジ（ポンプ）モーターのスイッチを入れて排水を始めるよう指示した。しかし、船内のポンプを始動させ緊急排水を行ったが、人手およびポンプでの排水が浸水に追いつかない状況で、同時33分、辛坊はイリジウム携帯電話からプロジェクトチームリーダーの比企へ架電して、「沈没間違いない。ビルジ（ポンプのモーターの）排水が追いつかない」と報告を入れた。45分頃、当該プロジェクトを撮影していた機材からSDカードを抜き取り、午前8時1分頃船艇を放棄してライフラフト（救命いかだ）へ避難した。
比企はこの事態に遭遇し、出勤前の結城に取り乱す状態で架電を入れ、事態を重く見た結城は早々に読売テレビに出勤後、同局内の会議室で立ち尽くして取り乱している比企から前述の事態報告を受けた。結城は比企を落ち着かせながら、詳細なヒアリングを行ない、当該プロジェクトメンバーと同局取締役、広報社員を召集。会議室にホワイトボードと複合機2台を持込み、会議室ドアに「入室禁止」の張り紙を掲示。プロジェクトメンバー以外シャットアウトして事態詳細をホワイトボードに列挙し事態に対応。事態の異常を気付いた読売テレビの当該プロジェクトとは関係ない報道局、製作局社員が外から呼び掛けても無視して事態対応に臨み、プロジェクトD2製作委員会は118番通報を行ない、午前10時に第二管区海上保安本部長からの災害救助派遣要請により、海上自衛隊厚木航空基地所属の第3航空隊航空機US-2とP-3C計4機が相次いで出動した。第二管区は巡視船とうみわし1号を現場に派遣。
また、結城は事後予測で防衛省が動くことを想定して、事前連絡を行ない情報を取りに行った。自局含めた民放ニュース系列、公共放送の定時昼ニュースに合わせて、五月雨式に事態推移のプレスリリースを行ない憶測情報を産まない情報管理を行ない、海洋の状況をブラインドセーリングプロジェクトのWebサイトにも掲載した。その結果、昼の定時ニュースは全放送局はトップニュース扱いとなり、新聞社、通信社も速報を打った。
同制作委員会の委員長、本部長は結城に全権委任し当該事案の対応に当たらせた。結城は後述のUS-2を派遣したことを把握し、2人が助かった場合、厚木航空基地に戻ることを想定し、製作委員会チームを読売テレビで待機し、プレスリリース配信作業担当と厚木航空基地で待機する担当と2班に分け、結城、比企含めたメンバーは東京に移動し、移動もリスクヘッジを考慮し、東海道新幹線で新大阪駅から新横浜駅経由のチームと、旅客機で伊丹空港から羽田空港に分派し移動しつつ、厚木航空基地はアメリカ海軍との共同使用のため、入構申請が厳重であることを鑑みて、アメリカ合衆国大使館や防衛省などに速やかな入構申請の根回しを行ない続けた。その結果、厚木航空基地へ速やかに入構できたことで現場でジャッジメントできる時間の短縮ができたことが後述の結果に繋がった。
しかし、1番機のUS-2が午後2時頃に現場に到着したが、着水を試みるが波が高く断念して厚木航空基地に引き返し、厚木航空基地に分派されている第71航空隊所属の2番機のUS-2が午後3時8分頃離陸し、午後5時53分頃現場到着。2番機の現場到着時の海域は風速16〜18mで波が高く波高3〜4m程上がるため、2番機は最高潮を狙って着水し、午後6時14分頃に現場海域で2人を救助。救助後、巷の注目も高かったこともあり、海上自衛隊の公式Twitterアカウントでも、救助時の模様が画像付きでツイートされていた。
また、後年辛坊が後述の理由で海上自衛隊の庁内報で知ったことであったが、2番機のUS-2が着水後、通常の波高よりも高かったと推測し、3番エンジンが海水を被ったため、運用上真水で洗浄してからでないとエンジン点火してはいけない規則であったが、2番機のパイロットはエンジンを無理やり点火させるか海面を漂うかの2択を迫られた。エンジン点火に失敗した場合、航空機が破損し墜落する恐れが、海面を漂うと転覆するリスクが存在して、重ねて遭難する可能性であったため、パイロットの決断で全エンジン点火をして離水し、直後に3番エンジンを停止させて飛行した。このため通常よりも1時間30分遅い、午後10時30分頃、厚木航空基地の滑走路に2番機が着陸し、同37分に辛坊、HIRO共々地上に降り立ってメディアのカメラでの無事が報道され、特に『報道ステーション』（テレビ朝日）は番組放送中に生中継を実施し、後年同番組の当時：キャスターであった古舘伊知郎が『ズーム』にゲスト出演した際、当時のことを回想した。また、救急車も待機させており、体調が悪ければ救急車でそのまま病院に搬送予定であったが、体調が良かったため徒歩でエプロンを移動した。

#### 事故後
到着後、厚木航空基地内庁舎に入った際、結城や比企が2人を一旦控室に招き入れて事態説明や想定問答集まで用意してレクチャーをしようとしたが、辛坊が「メディアが待ち構えている場所の手前にある控室に入ったら談合しているという構図にされて、イメージが悪くなるのがイヤだからすぐに囲み会見に行かせてくれ」と懇願したため、結城と比企も立ち会う中、防衛記者クラブ所属のメディアに対しての囲みの会見が行われた。
厚木航空基地での囲み会見終了後、憶測記事を防ぐ目的で、基地に入れなかった非常駐もしくは記者クラブ非所属を含めた記者向けに、日付を跨いだ翌日未明に、当該プロジェクト挑戦の記者会見を行った新宿区歌舞伎町に所在する吉本興業東京本部に移動し、改めて救助後の記者会見を行った。その際、海上自衛隊隊員の生命の危険に晒してまで救助されたこと、また自身が出演していた『そこまで言って委員会』でイラク日本人人質事件にて武装勢力に拉致された日本人3人への論評で評した「自己責任論」を持ち出して批判していたのに、救助されてしまっては言行不一致ではあると厳しく非難され、それに対しては週刊誌のロングインタビューで反論出来ないと論評した。ただし、後年辛坊は様々な番組で当該プロジェクトの話題になった際や、この事案を蒸し返された際に「自ら（自衛隊への）救助要請はしていない」と主張しており事実、前述のように118番通報したのは、プロジェクト事務局であった。
会見後、会見の最中に結城が段取りをして、吉本東京本部から読売テレビ東京支社が所在する汐留シオサイトの日本テレビタワーに移動し、隣接のザ ロイヤルパークホテル アイコニック 東京汐留に宿泊。海難事故後に全く食事を取っていなかったこともあり、ホテル側に夜半でありながらスタッフ含めて食事を用意して貰い、当日の反芻を行ないつつ休息した。また、吉本での会見直後、辛坊は結城に上着のポケットから前述の映像素材データが入っているSDカードを収納したペリカンケースを出して見せると、会見に立ち会った当該プロジェクト担当の番組制作会社所属のディレクターは号泣した。結城がアテンドして、辛坊はHIROと共に陽が昇った日中、東海道新幹線で帰阪したが、枚方市の自宅に戻る辛坊の場合通常なら新大阪駅下車で家路に付くが、駅でメディアが待ち構えていることを考慮して京都駅で下車し、夕方に帰宅した。
翌週6月24日に比企を含めたプロジェクトスタッフが事故究明と事情説明のため第三管区海上保安本部 横浜海上保安部に出頭し、前述の撮影機材で撮影したSDカードの映像を海上保安庁に証拠映像として提出した。2日後の6月26日付で当該プロジェクトが正式に中止となった。後に海難審判が行われて「船長責任なし。不可抗力」という裁決が下っている。
その後、辛坊は自宅で休養中に来訪した『週刊文春』及び『週刊新潮』の記者に対して、7月4日号向けのロングインタビューに応じたが、『文春』は誌面の中で当該プロジェクトで8月10日にサンディエゴへ到着予定であったため、『24時間テレビ』（日本テレビ）のコーナーで扱うために当該プロジェクトを実施し、無理な行程で航海を進めたため、今回の事態になったと掲載されていた。しかし、辛坊は当時の文春の取材でも懇切丁寧に事の流れを説明しており、後刻当時のことを思い出し、前述のプロジェクト開始前の読売テレビ経営、編成側の提案に対して、「春先出発だとゴールが24時間テレビの頃だから、24時間テレビの1企画としても悪くないよね」と発言した際、読売テレビ報道局のスタッフのほとんどは企画としては有り得ないと断じており、「HIROさん個人のチャレンジであり、後ろから（取材クルーが船を出して）くっついていかず独自でやるべき」という否定意見で多勢を占めていたため、『24時間テレビ』の企画ありきの事故という文春の記事内容は事実と異なっていると指摘していた。この記事の件についても、HIROも後年自身のFacebookアカウントのフィードで前述の比企とのやり取りが事実で文春が誌面で執筆したことは間違っていると否定している。
結果的に、文春が誌面に掲載した記事をバイラルネットメディアが孫引きで報じたことで、巷の人があたかも文春の誌面が正しいと信じ込み辛坊を批判する構図が生まれ、後述である再挑戦の時にも辛坊が後刻開始したTwitterアカウントへツイートのリプライ欄が文春の報道を信じ込んでリプライしたユーザーが多く存在することに対して「客観的に物事を見れないことは非常に恐ろしい」と指摘しており、辛坊は後年違う案件でも辛坊自身は丁寧に質問対応しているにともかかわらず、文春の悪意ある誌面構成で報道されたことで「クソ文春」、「安物の週刊誌」と批判している。その他、読売テレビへ辛坊に対して本人が発注していない辛坊名義の通信販売商品が嫌がらせとして配送される事案が相次いだため、読売テレビはこの事案以後「辛坊名義の（郵便以外の）配達物は受取拒否」の方針変更したことを、後刻明かした。
逆にHIROはサンディエゴに戻った後、当該プロジェクトの失敗について周りからの評価は「失敗したことは残念だが、HIROは驚くべき挑戦をした」、「挑戦した事実、それだけで評価されるべき」、「勇敢だ」という日本とは逆の評価であった。この声に対して、「世間が我々の夢をブロックする権利はなく、盲目の人間は冒険することすらいけないのか」と自問自答した結果、以降海難事故のトラウマ脱却を含め、トライアスロンにも挑戦し、2017年にアリゾナ州で開催されるアイアンマントライアスロンに出場し、完走を果たした。
その後、辛坊は休養期間を経て同年8月3日、事故についての報告を行うため『ウェークアップ!ぷらす』に出演し、翌週の8月10日放送分から番組レギュラー出演として復帰。その後、『ズーム そこまで言うか!』は本来の休養期間である、同年10月の下半期番組編成時期から復帰した。辛坊は休養期間中に2番機US-2所属の第71航空隊が所在する岩国航空基地に事故の説明と感謝の意を伝えに来訪した。この機会以後、辛坊は岩国市に呼ばれて講演を行ったことをキッカケに、自身を救出した当時の第71航空隊に所属していた自衛隊員と交流を持つようになった。また、『ウェークアップ!ぷらす』8月3日の放送後に同局で会見を行ない、今回の救出劇の影響を鑑み日本水難救済会に500万円を寄付したことを明かした。
その後、前述のSDカードを持ち出せたことで、番組制作が出来た特別番組『生死を分けたその瞬間 体感!奇跡のリアルタイム』を2015年3月19日に放送。番組制作の過程で、前述のライフクラフトの件で辛坊が海水で溶ける紙パンツを着衣していたため、映像では辛坊の臀部の割れ目が残っており、モザイク処理を掛けるか否かで議論となり「モザイクを掛けると説得力が失せる」としてそのまま放送された。

## 再挑戦

### 概要
前述の当該プロジェクトの失敗以降、辛坊は失敗時の会見で記者から再挑戦について質問が及んだ際に「これだけ沢山の人に迷惑を掛けて置いて、口が裂けてももう1回やりたいなんて言えないでしょ。次に挑戦する時には誰にも明かさず、全部自己責任でやる」と明言していた。しかし、後刻、当時の「口が裂けてももう1回やりたい何て言えないでしょ」という気持ちはウソであると後に明言しており、海難事故時、ライフラフトで救助を待っている段階で2人で再挑戦する算段の会話をしており、辛坊は事故の3か月後に自身名義で小型ヨット（ハルベルグ・ラッシー39）を改めて購入し、事あるごとに比企にアドバイスを貰いながらHIROと再び太平洋横断再挑戦の機会を伺っていた。後刻、辛坊のレギュラー番組にHIROがゲスト出演する度に「再チャレンジしましょう」とハッパを掛け続けていた状態であった。しかし、辛坊は懊悩し続け、当該プロジェクトに関わったスポンサー企業等に迷惑を掛けた関係上、踏ん切りが付かない状態で時が刻々と経過し、辛坊の番組取材会や制作発表会等で質問された際には将来的再チャレンジには含みを持たせていた。辛坊の心の中で、1人なら命を失っても人生には寿命があり何時か死する時が来るから何も思わないが、HIROとの場合、HIROの命を守ることに対しての責任が持てないと考えていたため、前に進まなかった。また、古巣である読売テレビから事あるごとに挑戦するキッカケを逸する仕掛けを仕組まれ、違う仕事を振られて続けて来てオファーを受諾していた。『深層NEWS』（BS日テレ）のキャスター担当時に東京に居住していたこともあり、2020年東京オリンピックパラリンピックのリポーターのオファーをされていた。

### DREAM WEAVER プロジェクト
HIROは、事故から5年後の2018年2月10日、翌2019年に再び太平洋横断に挑戦すべく、クラウドファンディング用のTwitterアカウント、同年4月16日にWebサイトを開設し、前回の失敗を参考に選定した40ft（12.2m）艇の船体の名前を掲げた「DREAM WEAVER プロジェクト」を立ち上げ。目標金額が3,680,000円に対し、支援総額4,247,000円を集めた。ただし、当該再挑戦プロジェクトのHIROのパートナーは辛坊とではなく、ヨットの操船経験のない日本在住の米国人男性の不動産投資家とダッグを組んで、「ブラインドセーリングプロジェクト」の一部賛同企業も賛同者して協力の下、2019年2月24日に当該プロジェクトの当時ゴールとして設定したサンディエゴを出港し、無寄港航海を実行。4時間交代で操船作業を実行し、同年4月20日午前9時3分にいわき市小名浜港に到着。世界初の盲目セーラーのダブルハンド（2人乗り）の太平洋無寄港横断を達成。帰港時には、『ウェークアップ!ぷらす』の生中継も入り、辛坊は大阪京橋の読売テレビ報道スタジオからHIROに祝福と航海の労を労った。
2019年植村直己冒険賞、国土交通省 第12回海洋立国推進功労者表彰  「海洋立国日本の推進に関する特別な功績」分野を受賞した。

### KAORIN5 プロジェクト

#### 概要
その後、辛坊は2020年9月27日に当該プロジェクトの再挑戦を決断し、同年11月24日に共同通信社の記者から『ズーム』番組放送前に番組の件を含めた取材を受けた。共同の取材記事は12月末に配信予定であったが、その前に他メディアに漏れない保証もないので、漏洩された場合は事前に共同の記事配信の情報解禁を許可していた。しかし、取材当日の夕刻に写真週刊誌「FRIDAY」がすっぱ抜く形で、2021年3月末付けで全レギュラー番組を降板し、自身が出演する放送局の後援無しで、再び太平洋横断を挑戦の意向であることがWeb記事で配信された。以後、前述の共同通信が辛坊への取材記事を配信したことをキッカケに、各媒体が後追いで報道し、自身のTwitterアカウントのツイートで認める流れとなり、翌日の『ズーム』の番組内で改めて前述の共同の取材の件を話のフリにして横断航海挑戦事実を認めた。また、挑戦時期について、「FRIDAY」の記事では3月末以降と記述されていたが、2021年4月15日を目処に、航路についてはHIROとは違いいわき市小名浜港からのスタートではなく、大阪港を出発し、洲本市の淡路島、和歌山市深山の友ヶ島の間の紀淡海峡を抜けて大洋に出て、2、3か月で前回のゴールであったカリフォルニア州サンディエゴに向けて太平洋無寄港横断達成を目指すと方針を明かした。
辛坊はこの件を、妻である西岡香に同年の春頃以降から初夏くらいにそれとなく意思を伝えた以外、25年来の知己である読売テレビに常駐しているヘアメイク担当者くらいしか事前に伝えていなかったと明かしており、自身の子息にも伝えていない状態で各メディアに報じられしまい、辛坊は報道翌日の『ズーム』の番組内で、子息からの連絡で友人から報道で知ったことを伝えられて初めて事実を認知して怒っていることを明かした。
同年12月14日、午後1時30分から『ズーム』番組放送前にニッポン放送本社内に所在するイマジンスタジオにて、番組アシスタントの増山さやかが司会進行を担当した太平洋無寄港横断のお披露目会見「辛坊治郎 ヨット太平洋横断“再挑戦”にズーム!」大発表会を開催し、前述の自身名義であるの西岡の名を付けた小型ヨット「KAORIN5（カオリン5）」で、2021年4月下旬から5月上旬の天候が安定した日を選択し、ホームマリーナである大阪府泉南郡岬町に所在する淡輪ヨットハーバーから出発する予定とスケジュール設定した。ニッポン放送は『ズーム』の番組編成について、正式に辛坊の休演扱いとすることと代理パーソナリティは2020年12月時点では検討中であることを発表し、年が明けた2021年1月の社長定例記者会見でも固定の代理パーソナリティを設ける方向は示していなかった。しかし、同局は同年3月第2週時点で内々にて代理パーソナリティを決定しており、辛坊以外の同局で番組を受け持っている演者や制作スタッフは認知していた状態で、翌3月15日の情報解禁で正式発表となり、月曜が『グッとラック!』（TBSテレビ）のメインMCであった、落語家の立川志らく、火曜が週替わりのため、初回は『ズーム』の土曜時代に前放送枠番組であった、『小倉智昭のラジオサーキット』のパーソナリティであった、フリーアナウンサーの小倉智昭をブッキングしたことを発表した。また、水曜は約15年にわたりニッポン放送の夜ワイド番組でパーソナリティを務めた同局ビジネス開発センター局ネクストビジネス戦略部吉田ルームに所属する吉田尚記がレギュラーで担当し、木曜はレギュラーで出演している飯田がそのまま代理パーソナリティに役割変更され、番組を進行することとなった。レギュラー番組を放送していた読売テレビ、ABCラジオ、Kiss FM KOBEの各局とは詳細に交渉が進んでおらず、辛坊の気持ちとしてテレビ番組については「引退」の意志は変わらないと示し、2021年上半期番組編成情報が発表前ということもあり、経営幹部の意向が巷に喧伝されていない状態であったが、2021年1月9日に読売テレビは辛坊の意向を汲取り、航海準備のスケジュールを加味して『ウェークアップ!ぷらす』2021年2月27日放送分での降板と『そこまで言って委員会NP』2021年2月28日放送分での再降板を発表。スポットで出演している番組含めて、読売テレビの番組からは、かつてのレギュラー番組である『す・またん!』にて事前取材を行った、3月10、11日に放送された東日本大震災の被災地復興取材コーナーを除き、同年2月末をもって降板することとなった。また、ABCラジオの番組については局として発表していなかったが、2021年3月27日放送分での終了が決定し、Kiss FM KOBEの番組については、2021年4月以後も番組タイトル『辛坊治郎 Sunday Kiss ぷらす』へ改題リニューアルを実施し、放送時間尺を縮減して番組内のトークネタで発言していた「ブラインドセーリング」プロジェクトのチームリーダーであった結城と鍋谷が代役として、の番組継続が決定した。
挑戦理由は2つあり、1つは前述のプロジェクト失敗で読売テレビに対して億単位の損害を被らせたことで踏ん切りが付かない状況で、7年間は償いをしてきたつもりでテレビや講演会の仕事のオファーを受けて来たと主張しており、年齢が65歳を迎えるにあたりワンオペレーションで何でも熟すことに対して限界が来ていると自認し、ヨットの帆を広げるために必要な腕力の指標となる懸垂が昔は無尽蔵に出来たが、2020年10月時点で3回しか出来なかったことに悲観し、挑戦するタイミングの限界に来たこと。もう1つはアメリカ合衆国の入国手続きで、非移民者が入国の際に使用するビザでビザ免除プログラムのESTAが適用されるのが航空機を利用の場合のみで、2017年1月にトランプ政権が誕生して以降、アメリカ合衆国のビザ発給要件が厳格化され、辛坊が2016年アメリカ合衆国大統領選挙の取材目的で取得した報道関係者ビザ（Iビザ）の期限が2021年のため、決断したとしている。また、前述の前回挑戦時の海難救助後の2回目の囲みで発言した内容や再挑戦発表会時の質疑応答で日刊スポーツの記者から「税金を使って救助された前回の反応」や2020年12月時点でも自身に寄せられる非難が今回の挑戦に影響したのかに対して、辛坊は「気にしてない」と明確に示しており、辛坊の人生において、前回の挑戦失敗が靴の中に入った小石のように心に引っ掛かって来たので、「65歳以降に向かっていくためにどうしても必要な通過ポイントで、人生の辻褄を合わせに行く」、「あくまでも今回の挑戦は、（前回と違い）仕事ではなく、私個人の楽しみのためだけに行くので、人生の辻褄を合わせたいのです。声援があろうがなかろうが失敗する時は失敗する。自分の楽しみのために行くのであって、誰かを元気にしたいとか勇気与えたいとか毛頭考えていない。だから、声援を貰おうとも思っていませんので、別にみなさんが声援していただく必要はありません」と、巷からの称賛をたくさん貰う気がないことを述べた。
今回の挑戦へ向けた準備段階で、HIROと同様に「『ブラインドセーリング』プロジェクト」の一部賛同者から機材や防寒具を、前回のプロジェクトのスポンサーではなかった大塚製薬、マロニー等から長期保存食品の提供を受けており、特に古野電気からは船艇の位置を指し示す機器の提供を受けたことで、遭難の有無を確認できる環境を構築した。その他にも、ニッポン放送からフジサンケイグループに加盟している放送機材を扱う企業を紹介され、古野電気から提供された機器に接続可能な静止衛星と通信し、Wi-Fi接続が可能なパラボラアンテナアンテナ設置提供の話は来たが、動画を配信できる環境構築の件は前述の『す・またん』での中継経験で精神的負担になったので、検討中であると示していたが、結果的にはWi-Fi接続が可能なアンテナは搭載しなかった。しかし、『ズーム』の出発前最後のスタジオ出演となった2021年3月25日放送分にて、檜原が自ら出演し、同局から辛坊が所持している物とは別にイリジウム携帯電話を貸与し、航海出港前後も番組出演することが決定した。また、カオリン5号はHIROが太平洋横断達成した時に操船したDREAM WEAVER号同様に、安定感を得るためにエオラス号より3m程長くした全長12mのヨットを選択したと対応策を示した。

##### サンディエゴへ向け、往路航海出発
番組休演後も航海に向けた準備を着々と進め、出港に際して必要な船舶、税関、入出国に関しての手続きを初期は鍋谷が手伝いを行っていたが、出港時期が迫るにつれて、辛坊1人で手続きを行うようになり、練習航海の模様はまぐまぐで配信している、自身のメルマガ会員向けの動画生配信及び4月3日には、梅田にてメルマガ会員向けに航海出発前のイベントを実施し、4月6日時点で検疫、税関手続きまで完了したことを報告した。
しかし、同年3月31日に吉村洋文大阪府知事が大阪市内及び府域全体の新型コロナウイルス感染症の流行状況に伴うまん延防止等重点措置を首相官邸に求め、政府対策本部は同年4月5日に措置発令を行った。それに伴い、当初予定にしていた自身の誕生日である4月11日出港予定で準備を進めていたが、『ズーム』2021年4月8日放送分の自身の生存確認電話コーナーに出演し、ホームハーバーである淡輪ヨットハーバーから出港時に花火を打ち上げを申し出ている人間の紹介をしつつ、出港予定日に淡輪ヨットハーバーへ見送りに来る辛坊の知り合いを含めた一般客で狭いヨットハーバーが密になり、新型コロナのクラスターを生んで社会的責任を問われて、巷へ波風が立たせることを憂慮していることを明かした。そのため、番組内でフリの発言をしたこともあり、出港予定日を切り上げ、番組電話出演後マリーナで夜を明かし、翌4月9日の午前9時17分に淡輪ヨットハーバーを出港。
出港以後、航海日誌代わりとして『そこまで言って委員会』のスタッフから餞別として貰ったGoProで朝晩記録映像を撮影し、メールマガジンスタッフがニッポン放送と鍋谷からの気象情報連絡以外で加電し、メールマガジン会員向けのインタビュー記録を残していた。後述である復路スタート以後に航海動画が公開され、出港初日から船艇のメンテナンスミスからドジャー（コックピット用テント）が解れが見付かり、スピードスティッチャーを用いた修理作業に始まり、2日目の翌日10日はジブセール（船艇前方の小さな帆）を引き出すためのジブシート（引出し用ロープ）を縮める（セール収納用）ファーラーロープが巻き取れない事態に陥り、辛坊の船艇操縦ミスを侵したことによるリカバリー作業に伴い、この日の鍋谷との定時連絡が一時途絶えた。また、同日午後10時くらいに和歌山県西牟婁郡白浜町沖を航行中、前回の挑戦と同じく、再びクジラが船艇の船底を叩いていたことを、日本近海にいたこともあり、自身のTwitterアカウントでツイートした。暫くクジラと併走して走ったが、（エンジンを掛け）汽走して散らした結果、大事には成らず航海を続行したが、更に翌日、船艇の部品修繕をメインに一旦東に進みながら和歌山県本土に向かうことを思慮していた。その後の航海では、進行方向からの向かい風や無風状態に陥った時には、レーダー等の電力を充電することもあり、汽走で船艇を走らせることもあった。同月23日に、前回挑戦時に海難事故に遭遇した日本本土から近海1200km地点を通過。5月5日午後5時30分に日本国の海上保安庁管轄である、北太平洋東経175度を通過し、ツバル時間の5月7日午前7時7分（日本時間：5月8日午前4時7分）に日付変更線を通過。しかし、同日風速40ノットの中航行中、風速20メートルの逆風が吹き付けられ、ワイルドジャイブが発生し、ブームバングの根本が千切れ、ピンチであったと吐露したが、何とか自身で応急処置を行なった。その後も、同月21日にセイルの収納システムであるレイジージャックの左右を切断や、同月25日はセールを巻き取るジブファーラーのロープが空回り巻き取れず、翌々日に修復するアクシデントに見舞われて、後述のサンディエゴ到着時に改めて船艇をチェックした結果、相当ボロボロの状態で太平洋上を航行を続けており、サンディエゴから残り160kmくらいから洋上が凪の状態で、入国作業が到着するマリーナの桟橋にサンディエゴ国際空港の中に所在する、入国管理局直通の備え付けの電話機から加電し、空港から職員を召集するが、夜間の入国作業が出来ないため、日が高い内の到着を目指しエンジンを掛けて帆走することを選択。その後、サンディエゴから約160km（ラストワンマイル）地点の洋上で辛坊のiPhoneが再び陸地からの電波を掴めたことで、4月11日以来約2か月振りにTwitterアカウントでツイートを行い、現時点の自撮り画像を添付し、人相や表情まで変わった肖像を公開した。辛坊のTwitterアカウントのフォロワー、リスナーは元より辛坊と仕事をした共演者等は驚いた感想を各々発言した。
また、クルーである鍋谷は辛坊のサンディエゴ到着2週間前からゴールの見通しが見えてきたことでサンディエゴにて辛坊のゴールを出迎える欲求の気持ちが高まり、辛坊が洋上から継続して出演しているニッポン放送との調整を行った結果、アメリカ合衆国への渡航費用負担を受けて、サンディエゴに渡り、HIROも出発前から講演活動で日本に滞在していたが、2020年2月からの新型コロナウイルス感染症流行以後、サンディエゴに戻らずに故郷の熊本を中心に日本に留まって、講演と東京オリパラの聖火ランナーとして完走する活動を続けていたが、鍋谷と同じく辛坊を出迎えるため、居住地であるサンディエゴに戻り出迎える予定で、到着時にはメルマガ会員向けの動画生配信と2021年6月の聴取率調査週間ということもあり、ニッポン放送の縦編成を用いて、辛坊のゴール模様を生中継することが決定し、辛坊がゲスト出演経験のある『垣花正 あなたとハッピー!』の番組内で生中継を実施した。
そして、ロサンゼルス時間の6月16日午後5時52分（日本時間：6月17日午前9時52分）に69日間を掛けて太平洋を走破。シェルター・アイランド (サンディエゴ)サンディエゴヨットハーバーに着岸し、現地に到着した。入管作業は30分程で完了し、辛坊曰く、前述のエンジン起動の帆走について、到着日が8年前に前回のプロジェクトで出発した日付だったこともあり、スゴく意識したと明かし、舫綱でヨットとバースト接岸後、HIROと共に太平洋横断が達成できた苦労を分かち合い、「途中海上自衛官の勇敢な人達にHIROと2人で助けられましたが、8年前からずっと心が漂流している状態であったが、今回のゴールでそれが解消出来た。とりあえず、俺等の8年間の挑戦は今日で一応ピリオドということで、（元来、当該企画を持ち込んだ主である）HIROゴールおめでとう!!」と、2年前に先に太平洋横断を達成したHIROを祝福し、『ラジオビバリー昼ズ』放送中に飯田が生放送ブースに入って生中継にて辛坊の到着後のコメントを放送した。

##### サンディエゴ到着。しかし、日本に向けた帰還航海へ
ゴール後、古巣の読売テレビ（『ウェークアップ!』と『特盛!よしもと→今田耕司のネタバレMTG』の取材クルーコメント撮り）の取材後、『ズーム』の番組内コーナーにて、リスナーメールクエスチョンでサンディエゴ到着後最初にやりたいこととして列挙したハンバーガーを食したいという希望を叶えるためため、In-N-Out Burgerに連れられ、店舗入店前に店舗前のベンチから『情報ライブ ミヤネ屋』の生電話で出演を行った後に食事を済ませて、KAORIN Vのキャビンから『ズーム』に出演した。番組内で増山から今後の帰国の予定について問われ、8年前の挑戦時、もしもサンディエゴに到着出来ていたら、沈没させたエオラス号を別の日本人がサンディエゴから日本まで横断航海する算段であったことを説明し、入管・税関職員からKAORIN Vをどうするか問われ、アメリカ合衆国で船艇を売却することが違法であるため、ボランティアクルーの鍋谷にサンディエゴから一緒に乗船してと懇願したら、断られたため、ニッポン放送が海運貨物で運送してくれるのならいいけど、ダメなら自身で無寄港ではなく、太平洋上の島々を経由し、太平洋を渡ることを考慮していることを明かし、番組を2か月休演したこともあり、今後の出演予定を含めて辛坊の発言を受け、番組内では、「ご冗〜談を、ご冗〜談を!!」（飯田）、「はい〜?! ちょっと、この人何言ってるんですか(怒)」（増山）、「ご乱心ですか? 辛坊さんご乱心の!? とりあえず、一旦落ち着きましょう」（ゲストの白石康次郎）と、番組出演者とスタジオ内にいた同局社長の檜原等を騒つかせた。結果、『ズーム』での番組内コーナーは、復路もそのまま継続となった。
この件について、『ズーム』の水曜代理パーソナリティである吉田は、後述の翌週出港後の同コーナーにて、当初は会社との間で往路のみの代理パーソナリティで調整されていたことから、辛坊に対して「何時から、復路もヨットで日本に帰国しようと考えていたのか?」と問いを投げ掛け、辛坊は「（言及するのは）マズイのでナイショです」と吐露し、増山からは腹の中では日本出発時から太平洋往復を決めていたことを言及されてしまい、翌々週に志らくも同様の質問と火曜の代理パーソナリティの小倉が『言って委員会』で、自身に対して復路も航海することを事前に伝えていなかったことに憤慨していた発言の旨を伝えた際に、ゴールした際にまだ半分だから心底から喜べない気分であったことを吐露し、後述の復路出港前日にサンディエゴ在住の元パイロットから日本までの回航乗船を申し出られたが出航前日の申し出だったこともあり、受諾できなかった旨を示した。
到着以後は、KAORIN Vのキャビンにて生活を送り、前日の『ズーム』での発言通り、夜明けと共に船艇のエンジンオイルとエレメント交換作業を開始し、その間にZoomを用いて「月刊KAZI」のオンライン取材を受け、ハーバー至近のコインランドリーにて、航海中に着用した大量の衣類の洗濯を行い、その合間に日本時間の翌朝に古巣である『す・またん』にSkypeを用いて停泊しているハーバー付近の高級ホテルのテラス席から生中継で出演し、船艇操縦の感覚が鈍らない内にメンテナンス完了予定の4日後から、ニッポン放送の番組出演時同様、赤道付近を南回りで帆走し、日本に到着する予定で準備をしていると明かし、税関事務所に出頭して折衝を行い、鍋谷が宿泊しているホテルに戻り『SundayKissぷらす』の収録を行い、その後はドラッグストアにてCDC証明書が付与されている、2回接種不要の新型コロナウィルスワクチン接種を完了したことを報告。翌日には『ウェークアップ!』に生中継で出演し、GoProの映像を交えつつ、KAORIN Vが停泊しているハーバーが15日間しか停泊出来ないことを説明し、船艇の修理も略々終了したため、改めて翌週から出発すると意向を開陳し、更にその翌日に、サンディエゴ在住のボランティアクルーの自宅へ食事に招かれた際に、ボランティア宅の玄関に据え置かれた体重計に乗って体重を計測し、洋上を漂っている期間は、波高が高く、キャビン内の歩行すら慎重にならざるを得なかったくらいで運動が出来ないことで下半身の筋肉が低下したため、スタート前と比較して13kg減となった。外見については、読売テレビから前述の「『ウェークアップ!』出演まで、剃髪するな」と言及されていたこともあり、『ズーム』出演以後に、髭を剃り散髪すると明かし、「週刊新潮」のグラビアにて散髪時の写真を公開し、サンディエゴ出港以後に、到着前と同様自身のTwitterアカウントで自撮り画像を添付したツイートを行い、日本出港前と同じ散髪、剃髪後の外見を晒した。

##### 日本へ向け、復路航海出発。そして、大阪への帰港、航海生活の完結
そして、ロサンゼルス時間の6月22日午前5時58分（日本時間：6月22日午後9時58分）、曇天の中、日本に向けて復路の太平洋横断航海をスタートさせた。往路の航海にて、備蓄の食品と飲料用の水の大半が残存していたため、生活用水を補充した以外の生活に必要な物品補充は行わなかった。
復路航路は往路とは違い、1日も早く日本に帰国することが目的であるため、最短距離である大圏コースで航路を選択するが、貿易風を追い風として得るために、出港後から南へ進路を向け、無寄港横断に拘らず太平洋諸島のマーシャル諸島等の小島に寄港することも視野に入れて、ハワイ島を目指す航路を取っていた。出港以後からハワイ島に寄港することも匂わせていたが、浅瀬にあるサンゴ礁帯で座礁する恐れがあることを鑑みて、避かわしつつ、再度アメリカ合衆国の入国手続きを取ることが煩雑で、貿易風の追い風も順調であったため寄港しないことを選択を行ない、ハワイ島南約100～150kmの近海を通過。日本近海で台風が発生した際は父島に避難入港する準備を取っており、最悪の場合は父島でゴールすることを弱気になって思慮していたが、大阪へ帰港することを再度決断。また、硫黄島を遠巻きに眺めながら慰霊航海するつもりで算段していたが、南硫黄島から北北東6kmに所在する海底火山福徳岡ノ場が噴火したことに伴い、それも避ける方向で大阪へ向けて帰港している。
7月27日午前0時19分に復路の日付変更線を通過。しかし、日付変更線前後で無風帯に入ったことで、当初想定していた8月中旬の到着が厳しいことを算段しており、8月5日放送分の同コーナーで到着日の算段が出来ることを告白し、同月17日放送分にてバッファ込みで同月25日に淡輪に帰港出来る算段をしていたが、日本近海で強いの追い風が吹いたこともあり、1日短縮した。8月24日午前9時19分にホームハーバーである淡輪ヨットハーバーに帰港し、帰港時は出港時にできなかった、ハーバーメンバー有志によるホーン打ち鳴らしと花火の打ち上げで迎え入れられて、辛坊の航海は完全に完結した。帰港の模様は、往路のサンディエゴ到着時と同じく『垣花正 あなたとハッピー!』の番組内で生中継を実施し、帰港第一声を伝えた。
帰港直後の感想として、サンディエゴ到着時と同じくHIROとHIROのパートナーである米国人男性を褒め称え、その後、ボランティアクルーから花束を贈呈され、時折涙を流しながら読売テレビや自身のYoutubeチャンネル向けのコメント録りを行い、この太平洋横断航海自体が「無謀だった。皆んなにはお勧め致しません」と強く語った。その後、改めてYouTubeチャンネル向けの動画を撮影し、出港時に達成した登録者数10万人突破記念の銀の盾の贈呈を行った後、ハーバーに留まり酒盛りを実施。その後、『ミヤネ屋』の生放送への電話出演と『ズーム』の同月同日放送分の生放送冒頭と17時台に出演し、帰国後の生活で番組出演や往復航海の冒険譚を元に再び講演活動を行う旨を質問されたが、「ニュース解説を行うにも航海に出ていたため、細かい情報を知らないため。これから4か月分の新聞を読み込むため、復帰は時間が掛かる」と示しているが、番組復帰前提で当該航海に就航して来たことから、当然ラジオ番組には全て復帰する予定である意思を示して来た。到着日は、終日丸々淡輪ヨットハーバーに滞在し、船艇キャビンで生活しており、到着日からKAORIN Vの船内に置かれていた航海に使った食材や物品等を撤去し、翌日は新型コロナウィルス感染症の感染拡大防止に伴う日本国入国後の自主隔離が船員向けの入国管理特例が適用されていることもあるが、追跡調査はされないが自主隔離は行うため、枚方市楠葉の自宅に帰宅。自宅の私物整理を行いつつ、翌同月25、26日と『ズーム』の電話中継コーナーを継続。東野幸治がMCを務める『アドベンチャー魂』（BS-TBS）の同乗ロケの後に、KAORIN Vをそのまま売却した。しかし、船艇についてはKAORIN Vよりもダウンサイジングしたヨットを中古購入しており、今後また新たに航海に出ることを目論んでいる。
航海中の計画ミスで、既往症である高血圧を抑制する薬剤を航海中6か月分を、掛かり付け医に特別に処方して貰っていたが、持参数を勘違いし3か月分を自宅に忘れて来てしまい、サンディエゴにも差入れて貰うのを忘れ、航海中のふとした時の不安から心拍数の上昇状態に陥ったり、ヨットのメンテナンス中にデッキシューズを履かずに作業したため、右足中指にブロックという大きな滑車が当たり、骨折したとしている。
帰国後の番組出演については、1週間跨いだ9月第2週の聴取率調査週間向け編成での出演時にニッポン放送との出港時の約束通り、番組出演することを明言していたが、航海中友人・知人が亡くなっていたこともあり、太平洋上で死生感が変化したことに伴って、自分の時間へリソースを投入する方向性を決断し、帰国後は単身で北海道の道東や青年期を過ごした埼玉県入間市や秩父周辺に赴き、自身の人生の振り返りの旅を実行。その他に近畿圏のキャンプ場等でソロキャンプを行ないつつ、『ズーム』にスタジオ出演復帰予定であった10月第一週の前週から4か月分の大手日刊紙の読み込みを行い番組に復帰した。しかし、Kiss-FMの番組については、前述の時間リソースを考慮した結果、番組に戻らない決断を行ったことで番組自体終了となった。

## 特別番組
前述の企画経緯の通り、当該プロジェクトにて特別番組の制作を予定していた。ゴールであるサンディエゴのマリオット・マーキス・サンディエゴ・マリーナから中継する予定で、アースマラソンと同様にリポーターには高橋尚子（スポーツキャスター、シドニーオリンピック金メダリスト）をブッキングしていた。また、当該プロジェクトのテーマソングとして、当時、HIROが過去に教鞭を取っていた筑波大学附属盲学校小学部出身の辻井伸行（ピアニスト）と楽曲共同製作を行ったATSUSHI（当時：EXILE）と結城がLDH本社ビルで対面し、当該プロジェクトのテーマソング制作、歌唱の依頼をしていた。
当然、前述の事態経緯でプロジェクト中止となったため、幻の番組演出となった。

## 運営
製作委員会方式が採用され、吉本興業と読売テレビが参画している

### スタッフ
- 比企啓之（ランナーズ・ウェルネス取締役）※エオラス号オーナー兼当該プロジェクトの発起人兼プロジェクト責任者
- 結城豊弘（読売テレビ報道局兼制作局部長待遇チーフプロデューサー）※読売テレビ側のチームリーダー
- 鍋谷直輝（ジェットプロダクション 代表取締役）※辛坊の座組み構成作家、当時は『す・またん』の構成作家。

### スポンサー
- ヤンマー
- 古野電気[193][194]
- ヘリーハンセン[195]
- スカルプD（アンファー）
- JT
- ハウス食品
- 金芽米[196][197][198]